# Death in June
Death in June é uma banda britânica de neofolk, liderada por Douglas Pearce, mais conhecido como Douglas P. A banda foi formada na Inglaterra em 1981 como um trio, mas após os outros membros deixarem o grupo em 1985 para trabalhar em outros projetos, Death in June passou a ser o projeto solo de Douglas P., que agora vive na Austrália, com a participação de vários colaboradores.

## Discografia

### Álbuns de estúdio
- 1983 - The Guilty Have No Pride
- 1984 - Burial
- 1985 - Nada!
- 1986 - The World That Summer
- 1987 - Brown Book
- 1989 - The Wall of Sacrifice
- 1989 - Les Joyaux De La Princesse & Death in June: Östenbräun
- 1992 - But, What Ends When the Symbols Shatter?
- 1995 - Rose Clouds of Holocaust
- 1995 - Death in June Presents: Occidental Martyr
- 1996 - Death in June Presents: KAPO!
- 1996 - Scorpion Wind : Heaven Sent
- 1998 - Take Care & Control
- 2000 - Operation Hummingbird
- 2001 - All Pigs Must Die
- 2004 - Alarm Agents
- 2006 - Free Tibet
- 2008 - The Rule of Thirds
- 2010 - Peaceful Snow
- 2010 - Peaceful Snow/Lounge Corps

### Singles
- 1981 - Heaven Street
- 1982 - State Laughter
- 1984 - She Said Destroy
- 1985 - Born Again
- 1985 - Come Before Christ and Murder Love
- 1987 - To Drown a Rose
- 1992 - Paradise Rising
- 1993 - Cathedral of Tears
- 1994 - Sun Dogs
- 1995 - Black Whole of Love
- 1998 - Kameradschaft
- 1998 - Passion! Power! Purge!
- 2000 - We Said Destroy
- 2008 - The World That Summer EXTRAS (CD EP)
- 2010 - Peaceful Snow